# Anatoli Andriyáshev
Anatoli Petróvich Andriyáshev (en ruso Анатолий Петрович Андрияшев; Montpellier, Francia, 19 de agosto de 1910 – San Petersburgo, Rusia; 4 de enero de 2009) fue un ictiólogo, biólogo marino y zoogeógrafo ruso, notable por su estudio de la fauna marina del Ártico y del Pacífico Norte.

## Fechas notables
Algunas fechas notables:
- 1933 - graduado del Departamento de Biología de Universidad Estatal de Leningrado (especialidad - ictiología)
- 1934 - participó en la Expedición Hidrobiológica al Mar del Japón del Instituto Zoológico de la Academia rusa de Ciencias
- 1937 - defendió su tesis de "Zoogeografía y origen de la fauna de peces del Mar de Bering y aguas adyacentes," publicado en 1939 como libro.
- 1938 - 1939 - ayudante, asociado profesor en Universidad Estatal de Leningrado
- 1939 - 1943 - Investigador Sénior en el Sevastopol Estación Biológica, entonces empleado del Instituto Zoológico de la Academia rusa de Ciencias
- 1943-1946 - Secretario Científico del Instituto Zoológico de la Academia rusa de Ciencias
  - De 1946 - Subdirector para Ciencia, entonces Investigador senior, jefe del ártico y antártico del departamento de peces
- 1951 - Doctor de Ciencias Biológicas
- 1966 - miembro Correspondiente de la Academia de Ciencias de la URSS (Academia de Ciencias de Rusia desde 1991)
- 1994 - miembro de la Academia rusa de Ciencias Naturales

Andriyáshev es autor de más de 230 artículos científicos.

## Investigación
Andriyáshev enfocó sus estudios ictiólogicos en el Lejano Este y los mares árticos, en el antártico y en diferentes regiones de los océanos Pacífico, Índico y Atlántico.
Entre 1962 y 1997 trabajó para solucionar problemas de biogeografía y ecología, y de orígenes de anfiboreal, anfi-pacífico y distribuciones bipolares de organismos acuáticos. En 1953 trabajó en el concepto de "antiguo profundo-agua" (primitivos teleósteos evolucionados temprano y domina el demersal de faunas abisales- y batipelágicos y cuya adaptación estructural a su hábitat incluye ojo y modificaciones de vejiga y proliferación de órganos ligeros p. ej. Ceratioidei, Scopeliformes y Saccopharyngiformes) y "secundario profundo-agua" (representantes de un número de familias comunes en la plataforma continental con morfología externa menor a raíz de adaptación más tardía, p. ej. Perciformes) Especie y, en 1964, en el zoogeographical zonación en el Ártico y antártico.
En 1990 desarrolló la hipótesis de transoceánico (No-ártico) dispersor de "especies" de agua profunda secundaria de origen boreal pacífico a las profundidades del norte atlánticos y árticos. En 1979 estudia el problema de sal de zonación vertical-agua béntico de ictiofauna; en 1986, el fenómeno de glacial subemergente del antártico e ictiofauna de la zona subtidal zona a profundidades de 300–600 m; en 1970, la justificación de la forma de criopelágico de peces en hielo que cubrió mares; y en 1997, la concepción de bipolaridad bionómica de vida marina.

## Honores
A lo largo de su vida obtuvo los siguientes reconocimientos:
- Ganador de premio estatal (1971);
- L.S. Berg Premio de academia para sus trabajos en "Ictiofauna en árticos y antárticos (taxonomía, biogeografía, origen)" (1992);[5][6]
- Explorador honorario ártico de la URSS (1947);
- Miembro honorario extranjero de la Sociedad Estadounidense de Ictiólogos y Herpetólogos (1968);[7]
- Honorary Soros Profesor (1994);
- Miembro Honorario del Instituto de Biología Marina, Lejos Rama Oriental de la Academia de Ciencias de Rusia, (Vladivostok) (1999);[8]
- Condecorado con 5 órdenes de la URSS.

## Algunas publicaciones
- Andriyashev Un.P., 1935. Dato nuevo en profundo-agua ﬁshes del Bering Mar. Doklady Akademii Nauk SSSR [Comptes Rendus de l'Acade´mie des Ciencias de l'URSS] IV(IX) (1-2):70-1 [En ruso; resumen inglés]
- Andriyashev Un.P., 1935. En un nuevo ﬁsh de familiar Lycodapodidae del norte-costa del este de Kamchatka. Doklady Akademii Nauk SSSR [Comptes Rendus de l'Acade´mie des Ciencias de l'URSS], III (VIII)(9):422-4 [En ruso; resumen inglés]
- Andriyashev Un.P., 1935. Ubersicht der Gattung Stelgistrum Jordan und Gilbert (Pisces, Cottidae) nebst Beschreibung einer neuen Arte aus dem Beringermeer. Zoologischer Anzeiger 3(11/12):289-97
- Andriyashev Un.P., 1939. Los peces del Bering Mar y aguas vecinas. Origen y zoogeografía. Publ. Leningr. Estatal Univ. 187 pp. [En ruso; resumen inglés. Traducción inglesa por Merrivale Un]
- Andriyashev Un.P., 1954. Pescar fauna de los mares del norte de URSS y su origen. Publ. Zool. Inst Acad. Sci. 566 pp. 300 fgs. [En ruso; Traducción inglesa: Programa de 1964 #Israel de Scientiﬁc Traducciones (836):1-617]
- Andriyashev, Un.P., 1964. Peces de los mares del norte del U.S.S.R. Programa de Israel para Traducciones Científicas, Jerusalem. 617 p. [Traducido de ruso][9]
- Andriyashev Un.P., 1965. Una revisión general del antártico ﬁsh fauna. En: Van Mieghem J, Van Ove P, editores. Biogeografía y Ecología en Antártida. Hague: Dr. W. Junk Editores. p. 491-550
- Andriyashev Un.P., 1967. Una revisión del saquear ﬁshes del genus Pogonophryne Regan (Harpagiferidae) con descripción de ﬁve especie nueva del Del este antártico y Del sur Orkney Islas. Exploraciones de la fauna de los mares IV(XII). Resultados biológicos de la Expedición antártica soviética (1955@–1958) 3:389-412 [En ruso]
- Andriyashev, Un.P., Lindberg, G.U., Legeza, M.Yo., Krasyukova, Z.V. 1967-1971. Peces del Mar de Japón y las áreas adyacentes del Mar de Okhotsk y el Mar Amarillo. Programa de Israel para Traducciones Científicas, Jerusalem.[10]
- Andriyashev Un.P., 1970. Cryopelagic ﬁshes Del ártico y antártico y su signiﬁcance en ecosistemas polares. En: Holdgate MW, editor. Ecología antártica. Nueva York: Prensa Académica. p. 297-304
- Andriyashev Un.P., 1975. Un nuevo ultra-abisal ﬁsh, Notoliparis kurchatovi gen. et sp. n. (Liparidae) Del Del sur-Orkney Trinchera (antártico). Trudy Instituta Okeanologii Akademii Nauk SSSR (103):313-9
- Andriyashev Un.P., 1977. Algunas adiciones a Esquemas de la zonación vertical de fauna inferior marina. En: Llano GA, editor. Adaptaciones dentro de Ecosistemas antárticos. Proceedings De 3.º Simposio de CICATRIZ en Biología antártica. Washington (1974):351-60
- Andriyashev Un.P., 1978. En la tercera especie del ultra-abisal genus Notoliparis Andr. (Pisces. Liparidae), del deepwaters del Macquarie Trinchera, con algunas notas en zoogeographic y evolutivos signiﬁcance de este descubrimiento. Trudy Instituta Okeanologii Akademii Nauk SSSR (112):152-161.
- Andriyashev Un.P., 1979. En la ocurrencia de ﬁshes pertenencia a las familias Zoarcidae y Liparidae del Kerguelen Isla. Biologia Morya (Vladivostok) 5(6):28-34. [Traducción inglesa en Revista soviética de Biología Marina 5(6):481-6]
- Andriyashev, Un.P., y Un.V. Neyelov, 1979. Especie nueva del genus Paraliparis (Liparidae) del occidental antártico. J. Ichthyol. 19(1):7-15.
- Andriyashev Un.P., 1982. Una revisión del genus Paraliparis (Liparidae) del oriental antártico. Voprosy Ikhtiologii 22(4):531-542. [En ruso. Traducción inglesa en Revista de Ictiología 22(4):1-12].
- Andriyashev Un.P., 1982. Una especie nueva y una subespecie nueva de Paraliparis (Liparidae) de Antártida occidental. Voprosy Ikhtiologii 22 (2):179-186. [En ruso. Traducción inglesa en Revista de Ictiología 22(3):1-9]
- Andriyashev, Un.P. Y V.V. Fedorov, 1986. Primer descubrimiento de Zoarcidae en aguas de Nueva Zelanda. J. Ichthyol. 26(1):136-144.
- Andriyashev, Un.P., Un.V. Balushkin Y O.S. Voskoboynikova, 1989. Validación morfológica de la subfamilia Gymnodraconinae del familiar Bathydraconidae. J. Ichthyol. 29(6):147-156.
- Andriyashev, Un.P., 1990. En la probabilidad del transoceánico (Del norte-Ártico) dispersal de secundario deepwater especie de pez de boreal-Pacific origen a las profundidades del Océano Atlántico y Ártico Del norte (Faily liparididae, cuando ejemplo). J. Ichthyol. 30(2):1-9.
- Andriyashev, Un.P. Y V.P. Prirodina, 1990. Una revisión de especie antártica del genus Careproctus (Liparididae) y notas en el Carcinophilic especie de este genus. J. Ichthyol. 30(6):63-76.
- Andriyashev, Un.P., 1990. Comentarios en el taxonomic estado de la especie antártica Paraliparis edentatus (Liparididae) y descripción de un nuevo genus. J. Ichthyol. 30(2):60-66.
- Andriyashev, Un.P., 1998. Una especie de mar profundo nueva del Careproctus genus (Liparidae, Scorpaeniformes) de la región ecuatorial del Atakama Trinchera (Chile). J. Ichthyol. 38(7):541-542.
- Andriyashev, Un.P., 1992. Especie nueva de Patagonian Liparidid peces del genus Careproctus (Scorpaeniformes, Liparididae). Informe 2. J. Ichthyol. 32(1):38-49.
- Andriyashev, Un.P. Y N.V. Chernova, 1989. Una especie nueva del genus Careproctus (Liparidae) de la profundidad de cuatro kilómetros del Porcupine Depresión (Nororiental Atlántico). J. Ichthyol. 29(5):94-98.
- Andriyashev, Un.P., 1993. La validez del genus Psednos Barnard (Scorpaeniformes, Liparidae) y su antitropical área de distribución. J. Ichthyol. 33(5):81-98.
- Andriyashev, Un.P., 1994. En la locomoción quadrúpeda de Zanclorhynchus spinifer (Scorpaeniformes, Congiopodidae). J. Ichthyol. 34(2):149-155.
- Andriyashev, Un.P., 1994. Revisión de Liparidae (Scorpaeniformes) de Subantarctic islas del océano indio, con una descripción de una especie nueva de Paraliparis. J. Ichthyol. 34(8):1-9.
- Andriyashev, Un.P., 1994. La restauración de la validez de la especie olvidada Amitra liparina Goode, 1881, con una descripción de especie nueva, similar a él, Paraliparis challengeri sp. n.(Scorpaeniformes, Liparidae), del porcupine seabight (el nordeste Atlántico). J. Ichthyol. 34(2):1-7.
- Andriyashev, Un.P. Y N.V. Chernova, 1995 lista Anotada de fishlike vertebrados y pez de los mares árticos y aguas adyacentes. J. Ichthyol. 35(1):81-123.

## Abreviatura (zoología)
La abreviatura Andriyashev  se emplea para indicar a Anatoli Andriyáshev como autoridad en la descripción y taxonomía en zoología.

## Otras lecturas
- Chernova, N.V. 2009: bibliografía Seleccionada de Anatoly Petrovich Andriashev (1910@–2009). Búsqueda de Biología marina, 5 (4): 412-413. www.tandfonline.com/doi/pdf/10.1080/17451000902984671
- Kasyanov, V.L., Pitruk, D.L., & Kharin, V.E. 2005: Anatoly Petrovich Andriyashev (en su 95.º cumpleaños). Revista rusa de Biología Marina, 31 (4): 265-266.